# Gymnothorax mordax
Gymnothorax mordax är en fiskart som först beskrevs av William Orville Ayres, 1859. Den kallas även ibland på svenska för Californisk muräna eller Kalifornisk muräna. Den ingår i släktet Gymnothorax och familjen Muraenidae. Inga underarter finns listade.
Gymnothorax mordax lever i kustnära, subtropiska vatten ner till 40 meters djup. Den döljer sig ofta i klippskrevor. Arten är nattaktiv, och livnär sig på bläckfisk, kräftdjur och små fiskar. Utbredningsområdet sträcker sig från Kalifornien i USA till södra Baja California i Mexiko. Arten är långlivad, och kan bli upp till 30 år gammal.